# خمس نجوم (فلم)
خمس نجوم فيلم مصري من إنتاج عام 2007.

## قصة الفيلم
تدور أحداث الفيلم في اطار اجتماعى حيث يعرض مشاكل الشباب والبطالة وتأثير ذلك عليهم حيث يقوم فيه أحمد هارون بدور حمدي خريج الاقتصاد والعلوم السياسية ولا ينجح في أي وظيفة خارجية فيتجه للعمل بفندق سامي العدل وينزلق في طريق الخطأ .

## بطولة
- أحمد هارون
- دوللي شاهين
- أحمد برادة
- سامي العدل
- محمد سالم مشرف
- رانيا هلال
- النورا ستيوارت

## روابط خارجية
- مقالات تستعمل روابط فنية بلا صلة مع ويكي بيانات